# ESP Guitars
A ESP Guitar Company é uma empresa japonesa especializada na fabricação de guitarras e baixos, localizada no Japão e nos Estados Unidos.

## História
A empresa foi criada por Hisatake Shibuya em 1975 como uma filial de uma loja de instrumentos musicais do Japão. Em 1983, a ESP começou a fabricar peças de reposição. Em 1983, começou a fabricar seus próprios instrumentos. Em 1986, a ESP abriu um escritório em Nova Iorque para fabricar guitarras sob encomenda para músicos norte-americanos, e George Lynch do Dokken foi o primeiro endorser da empresa.

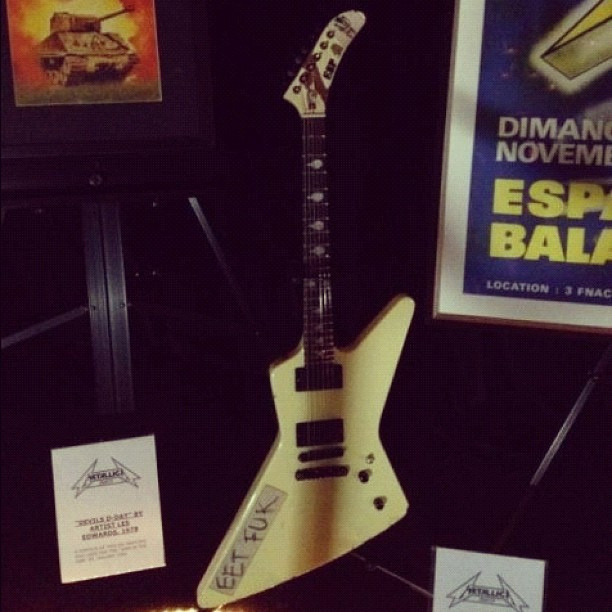
Guitarra Eet Fuk de James Hetfield vocalista e guitarrista da banda Metallica.

Em 1996, a ESP inaugurou uma nova marca, a LTD, que produz guitarras similares às ESP à preços mais acessíveis. As LTD são feitas em linhas de montagem na Indonésia, Vietnam e Estados Unidos caso se trate de um modelo Custom shop. Geralmente, são relativamente mais acessíveis do que as ESP, que são fabricadas no Japão.
A ESP ainda oferece o serviço de fabricação de instrumentos por encomenda até os dias de hoje.
A ESP ganhou fama ao fabricar guitarras para os guitarristas que iriam se tornar os expoentes do thrash metal na década de 1980, notadamente a banda Metallica e pelo guitarrista Gus G (Ozzy Osbourne/Firewind). Vários outros guitarristas também utilizam guitarras ESP, como Dave Mustaine (Megadeth), Adam Darski (Behemoth), Alexi Laiho e Roope Latvala (Children of Bodom), Jeff Hanneman (Slayer), Galder e Silenoz (Dimmu Borgir). Como resultado dessas parcerias, a ESP tornou-se um dos maiores fornecedores de guitarras para guitarristas de som pesado.
Os baixos de J, do Luna Sea, são um dos modelos fabricados pela ESP mais influentes, contando com mais de 50.000 cópias vendidas. Da mesma banda, Sugizo também contribuiu significamente para a marca com suas ideias de design.